# Selenia ustularia
Selenia ustularia är en fjärilsart som beskrevs av Donovan 1794. Selenia ustularia ingår i släktet Selenia och familjen mätare. Inga underarter finns listade i Catalogue of Life.